# Кеннеди, Стюарт (футболист, 1949)
Стюарт Кеннеди (англ. Stewart Kennedy; род. 31 августа 1949, Стерлинг) — шотландский футболист, вратарь.

## Карьера

### Клубная карьера
Во взрослом футболе дебютировал в 1970 году в клубе «Стенхаусмюир», за который выступал на протяжении следующих трёх сезонов.
В 1973 году подписал контракт с клубом «Рейнджерс». В составе команды он являлся запасным вратарём и выходил на замену Питера Макклоя. Кеннеди внёс большой вклад в победу «Рейнджерс» в чемпионате 1975 года, первую за одиннадцать лет. С тех пор Кеннеди и Макклой стали регулярно появляться на поле в основном составе.
В 1980 году Кеннеди присоединился к клубу «Форфар Атлетик». Завершил карьеру футболиста в 1992 году в клубе «Сент-Джонстон», за который отыграл всего один матч.

### Карьера в сборной
В 1975 году дебютировал в официальных матчах в составе национальной сборной Шотландии. Его последний матч за национальную команду завершился поражением от Англии со счетом 5:1.
Всего в составе сборной принял участие в пяти матчах.